# Le Retour des morts-vivants 3
Pour les articles homonymes, voir Le Retour des morts-vivants.
Série Le Retour des morts-vivants
Le Retour des morts-vivants 2
(1988) Le Retour des morts-vivants 4
(2005)
Pour plus de détails, voir Fiche technique et Distribution.
Le Retour des morts-vivants 3 (Return of the living dead 3) est un film américain réalisé par Brian Yuzna, réalisé en 1993.
Le film suit un jeune couple qui pénètre discrètement dans une base de l'armée américaine, où le père du jeune homme travaille, pour découvrir ce que ce dernier y fait véritablement. Après avoir découvert qu'il travaillait sur la réanimation de cadavres, le couple repart. Plus tard dans la soirée, le couple est victime d'un accident de moto dans lequel la demoiselle décède. Le jeune homme décide alors d'utiliser les recherches militaires secrètes menées par son père pour réanimer sa petite amie. Désormais en cavale, les deux tourtereaux propagent involontairement une épidémie zombie dans la ville à mesure que la demoiselle développe des pulsions sanguinaires.

## Synopsis
Julie Walker (Melinda Clarke) et Curt Reynolds (J. Trevor Edmond), surpris dans leur chambre par le père de ce dernier, décident d'explorer le lieu de travail du père de Curt.
Dans cette base militaire se trouve un laboratoire secret, où le colonel Reynolds (Kent McCord) expose un cadavre à une substance gazeuse nommée Trioxine 2-4-5, qui a la particularité de faire revivre les morts. L'intention des militaires est d'utiliser ces morts-vivants comme soldats. Mais comme les zombies sont difficilement contrôlables, les militaires cherchent une solution pour les contenir. Reynolds est partisan d'une injection endothermique qui gèle le cerveau de la créature. Face à lui s'oppose le lieutenant Sinclair (Sarah Douglas), partisan d'un exosquelette pouvant être bloqué le cas échéant.
En se faufilant, Curt et Julie arrivent au-dessus du laboratoire de Reynolds et assistent à l'expérience. L'injection se révèle de prime abord efficace, mais l'effet se dissipe beaucoup plus rapidement que prévu, et le zombie attaque et tue un des techniciens dans le laboratoire. Celui-ci se réveille et attaque un deuxième technicien. Tandis que les militaires arrêtent le massacre tant bien que mal, Curt et Julie profitent de la confusion pour s'enfuir sans se faire repérer.
À cause de cet échec, Reynolds se retrouve affecté dans une autre ville et Sinclair reprend les rênes du projet. Lorsque Reynolds informe Curt qu'ils déménagent, Curt refuse et quitte la maison. Avec Julie, ils partent mais, pour éviter un camion, Curt projette sa moto sur une barrière de sécurité. Julie, projetée, se brise le cou sur un poteau. 
Fou de douleur, Curt repart avec le cadavre de Julie pour la faire revivre avec la trioxine. Celle-ci se réveille et les deux fugitifs s'enfuient en ville, juste avant que les militaires s'aperçoivent de leur intrusion.
C'est là que les pulsions cannibales de Julie se déchaînent. Afin de réduire ses pulsions de plus en plus fréquentes et de plus en plus fortes, Julie s'automutile tandis que Curt essaie de semer dans les égouts de la ville non seulement les militaires, mais aussi un gang de trois hommes qui veut en découdre après que Julie ait mordu l'un d'entre eux au bras dans une épicerie et qui se transforme peu à peu.
Ils feront la rencontre d'un homme habitant ces égouts s'appelant Riverman et les aide à trouver leur chemin, mais le gang des trois hommes les retrouve. C'est la confusion et le couple se retrouve brièvement séparé, mais dans cet intervalle Julie parvient à tuer le leader après l'avoir charmé et tue aussi dans la foulée Riverman en le mordant. Elle se fabrique dès lors une sorte de costume d'automutilation fait de piques, d'anneaux et autres pour satisfaire ses douleurs, Curt ayant du mal à reconnaître sa petite-amie lorsqu'il la retrouve.
L'armée finit par les attraper et à nettoyer toutes les traces de massacre. Une fois au laboratoire militaire, Curt se rend compte que Julie servira de cobaye pour leurs recherches ; par surprise et dans un fulgurant effort, il libère les zombies qui sont emprisonnés dans le laboratoire. Ce qui cause une immense confusion que les militaires peinent à contenir. Curt retrouve Julie, mais se fait mordre par l'un des zombies. Le père de Curt intervient et tente de convaincre son fils de venir avec lui, ce dernier refuse prétextant la morsure. Les deux tourtereaux décident de rester ensemble par amour et meurent unis dans les flammes d'un incinérateur.

## Fiche technique
- Titre : Le Retour des morts-vivants 3
- Titre original : Return of the living dead 3
- Réalisation : Brian Yuzna
- Scénario : John Penney
- Musique : Barry Goldberg
- Pays d'origine : États-Unis
- Genre : Action, horreur, post-apocalyptique
- Durée : 97 minutes
- Budget : 2 millions de dollars
- Dates de sortie : 
  -  États-Unis : 29 octobre 1993
  -  France : 10 août 1994
- Film interdit aux moins de 16 ans lors de sa sortie en salles en France

## Distribution
- Kent McCord : Colonel John Reynolds
- James T. Callahan : Colonel Peck
- Sarah Douglas : Colonel Sinclair
- Melinda Clarke : Julie Walker
- Abigail Lenz : Mindy
- J. Trevor Edmond : Curt Reynolds
- Jill Andre : Scientifique en chef
- Michael Decker : Technicien scientifique
- Billy Kane : Sentry
- Mike Moroff : Santos
- Fabio Urena : Mogo
- Pia Reyes : Alicia
- Sal Lopez : Felipe
- Dana Lee : Gérant de la boutique
- Michael S. Deak : Policier
- Michael Northern : Soldat
- Basil Wallace : Riverman
- Joe Sikorra : Militaire en chef
- David Wells : Technicien de laboratoire
- Clarence Epperson : Cadavre
- Tony Hickox : Docteur Hickox
- Brian Peck : Technicien en balistique

## Autour du film
Sorti en 1993, dans une période où les morts-vivants n'avaient plus la cote, ce film fit sensation. En effet, contrairement aux deux premiers film de la franchise, l'aspect comique disparaît pour faire la part belle à l'amour et au gore, ce qui pourrait amener à qualifier "Le Retour des Morts-vivants 3" de film d'horreur sentimental. 
Bien sûr, le fil conducteur de la franchise reste le même : les bidons, propriétés de l'armée américaine, et le gaz contenu dans ces bidons (la Trioxine 203).
Par ailleurs, les zombies sont un brin plus intelligents que dans les 2 films précédents et peuvent même éprouver des sentiments et la fin diffère aussi du "happy end" de ses prédécesseurs dans le sens où ça se termine dans un chaos total.
Le personnage de Julie Walker peut être perçu comme l'équivalent féminin de Pinhead des films Hellraiser.
Les autres films de la série Retour des morts-vivants sont :
- Le Retour des morts-vivants (Return of the Living Dead) réalisé par Dan O'Bannon en 1985.
- Le Retour des morts-vivants 2 (Return of the Living Dead 2) réalisé par Ken Wiederhorn en 1988.
- Le Retour des morts-vivants 4 (Return of the Living Dead: Necropolis (en)) réalisé par Ellory Elkayem.
- Le Retour des morts-vivants 5 (Return of the Living Dead: Rave to the Grave (en)) réalisé par Ellory Elkayem.

## Distinctions
- Silver Scream Award au Festival du film fantastique d'Amsterdam de 1994 pour Brian Yuzna.
- Prix du Public au Festival International du Film Fantastique de Gérardmer de 1994.